# Deville (Louisiana)
Deville ist ein Census-designated place im US-Bundesstaat Louisiana. Das U.S. Census Bureau hat bei der Volkszählung 2020 eine Einwohnerzahl von 1761 ermittelt.
Deville liegt im Rapides Parish und ist Teil der Alexandria (Louisiana) Metropolitan Statistical Area.